# Megumi Tačimotová
Megumi Tačimoto (japonsky 田知本 愛), (* 27. ledna 1989 Imizu, Japonsko) je japonská zápasnice — judistka.

## Sportovní kariéra
S judem začala ve třech letech. Poprvé na sebe upoutala pozornost trenérů na střední škole Kosugi v rodném městě. Vrcholově se judu věnovala na tokijské univerzitě Tokai. Je členkou ženského judistického týmu sponzorovaného bezpečnostní agenturou Sohgo.
V roce 2012 se kvalifikovala na olympijský hry v Londýně, ale prohrála nominanční boj s Mikou Sugimotovou.
Judu se na vrcholové úrovni věnuje i její mladší sestra Haruka.

### Vítězství
- 2010 – 3× světový pohár (Budapešť, Düsseldorf, Kano cup)
- 2011 – 2× světový pohár (Paříž, Rio de Janeiro), turnaj mistrů (Baku)
- 2012 – 2× světový pohár (Paříž, Tokio)
- 2013 – 3× světový pohár (Paříž, Miami, Kano Cup)
- 2014 – 2× světový pohár (Düsseldorf, Budapešť)
- 2015 – 1× světový pohár (Oberwart)

## Výsledky

### Váhové kategorie
| Mistrovství světa |     | — |    | — | — | 5. |   | 3. | 3. | 2. |  |  |  |  |  |  |  |  |  |  |  |  |  |
| Mistrovství Asie  |     | — | —  | — |   | 1. | — | —  |    | —  |  |  |  |  |  |  |  |  |  |  |  |  |  |
| MS juniorů        | úč. |   | 1. |   |   |    |   |    |    |    |  |  |  |  |  |  |  |  |  |  |  |  |  |

### Bez rozdílu vah
| Mistrovství světa |   | — | 3. |  | 3. | 5. |  |  |  |  |  |  |  |  |  |  |  |  |  |  |  |  |  |  |  |  |
| Asijské hry       | — |   |    |  | 3. |    |  |  |  |  |  |  |  |  |  |  |  |  |  |  |  |  |  |  |  |  |